# Monte Gilboa
Il monte Gilboa o Ghilboa, tradizionalmente Gelboè (cfr. 2 Samuele 1,21; anche monti al plurale; in ebraico הר הגלבוע‎?, Har ha-Gilboa; in arabo جبل جلبوع‎?, Jabal Jalbūʿ, o جبل فقوعة‎, Jabal Faqqūʿa), è una catena montuosa che si erge al di sotto della valle di Jezreel, nel settentrione d'Israele e della Cisgiordania (Palestina). La catena si estende da SE a NO dalle zone alte della Samaria e separa Jenin e la vallata di Beit She'an. Il sito è citato nella Bibbia come il luogo della Battaglia di Gilboa.

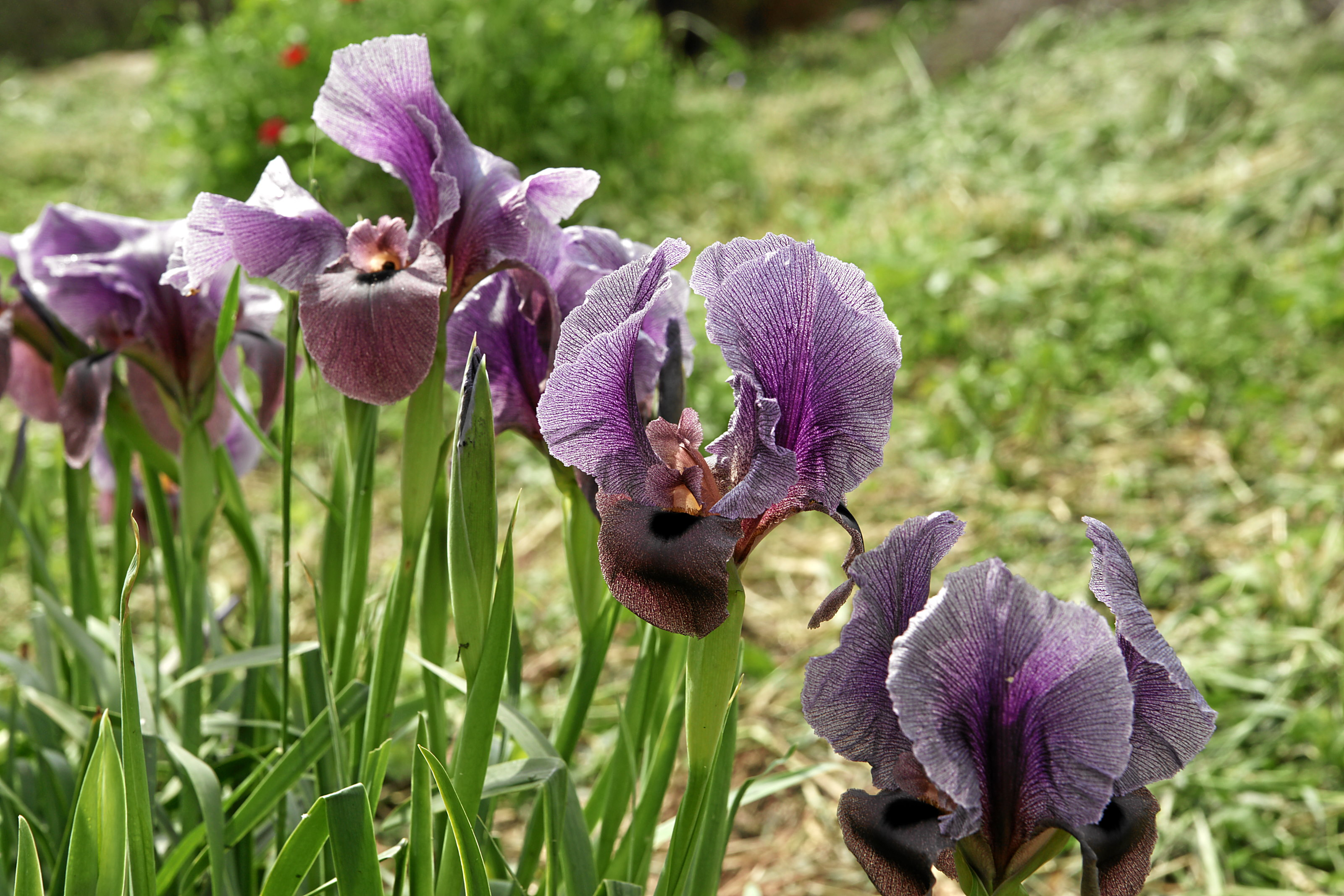
Iris in fiore sul monte Gilboa

Ogni anno, nella prima primavera, fiorisce qui sulle montagne l'Iris haynei (in ebraico אירוס הגלבוע‎?, Irus ha-Gilboa), pianta dal fiore purpureo.
Israele ha stabilito due kibbutzim religiosi sulla montagna: Ma'ale Gilboa e Merav, così chiamati per i nomi di due figlie di Saul, come pure un centro di recupero per tossicodipendenti, chiamato Malkishua. Ma'ale Gilboa ha anche una yeshiva (scuola talmudica), Yeshivat Ma'ale Gilboa. I servizi comunali sono assicurati dal Consiglio Regionale di Gilboa, sebbene due villaggi facciano parte del Consiglio Regionale della Vallata di Beit She'an.